# 브릿 어빈
브릿 어빈(영어: Britt Irvin, 1984년 11월 10일 ~ )은 캐나다의 배우, 성우이다. 과거 드라마 《스몰빌》에서 스타걸 역으로 나왔고, 《마이 리틀 포니: 이퀘스트리아 걸스》에서 서니 플레어 역을 맡았다.

## 출연 작품
- 원 라스트 라이드 (2015)
- 마이 리틀 포니: 이퀘스트리아 걸스 - 우정 게임 (2015)
- 마운틴 맨 (2014)
- 미스터 미라클 (2014)
- 마이 리틀 포니: 이퀘스트리아 걸스 (2013)
- Nearlyweds (2013)
- 서약 (2012)
- 프레쉬맨 파더 (2010)
- 너티 프로페서 (2008)
- 노말 (2007)
- 핫라드 (2007)
- 리퍼 매드니스 - 영화 뮤지컬 (2005)
- 사일런트 월드 (2005)
- 웨이스티드 (2002)
- 내야의 천사들 (2000)
- 엔젤 오브 펜실베니아 애브뉴 (1996)
- 제3의 눈 (1995)

### 텔레비전
- 수퍼내추럴 (2006)
- 브이 1 (2009)
- 스몰빌 (2010-11)
- 마이 리틀 포니: 우정은 마법 (2012-18)
- 아이좀비 (2015)
- 마이 리틀 포니: 이퀘스트리아 걸스 스페셜 (2017) - 목소리